# تایسوکه آکییوشی
تایسوکه آکییوشی (انگلیسی: Taisuke Akiyoshi؛ زادهٔ ۱۸ آوریل ۱۹۸۹) بازیکن فوتبال اهل ژاپن است.
از باشگاه‌هایی که در آن بازی کرده‌است می‌توان به باشگاه فوتبال اشتورم گراتس اشاره کرد.